# Единственный выход (фильм, 1981)
Еди́нственный вы́ход — советский научно-популярный фильм, вышедший на экраны в 1981 году.

## Сюжет
Об эпизоде многомесячного полета космического экипажа Ю. Романенко и Г. Гречко.
Предыдущее рабочее посещение орбитальной станции, с болгарским космонавтом в составе экипажа, закончилось неудачно. Корабль промахнулся мимо стыковочного узла, ударил станцию и вернулся на Землю. Гречко и Романенко выходят в открытый космос, чтобы определить, цел ли узел, способна ли станция принимать последующие экспедиции. В процессе работы возникает нештатная ситуация: внутренний люк переходного отсека открывается только после значительного усилия, с помощью импровизированного рычага. Теперь, если люк не удастся загерметизировать снова, космонавтам придётся перебираться в пристыкованный с другого конца станции корабль и отправляться на Землю, поставив крест на орбитальной станции.
Фильм создан на основе материалов, снятых на орбите Юрием Романенко и Георгием Гречко.
По просьбе Гречко, для фильма Борисом Вахнюком была написана песня «Единственный выход», в основу которой легли стихи из повести братьев Стругацких «Полдень, XXII век».

## Документальность
Советско-болгарский экипаж стартовал на корабле «Союз-33» 10 апреля 1979, а выход в открытый космос Гречко и Романенко совершили 20 декабря 1977 года.